# Kirchenstraße 25 (München)

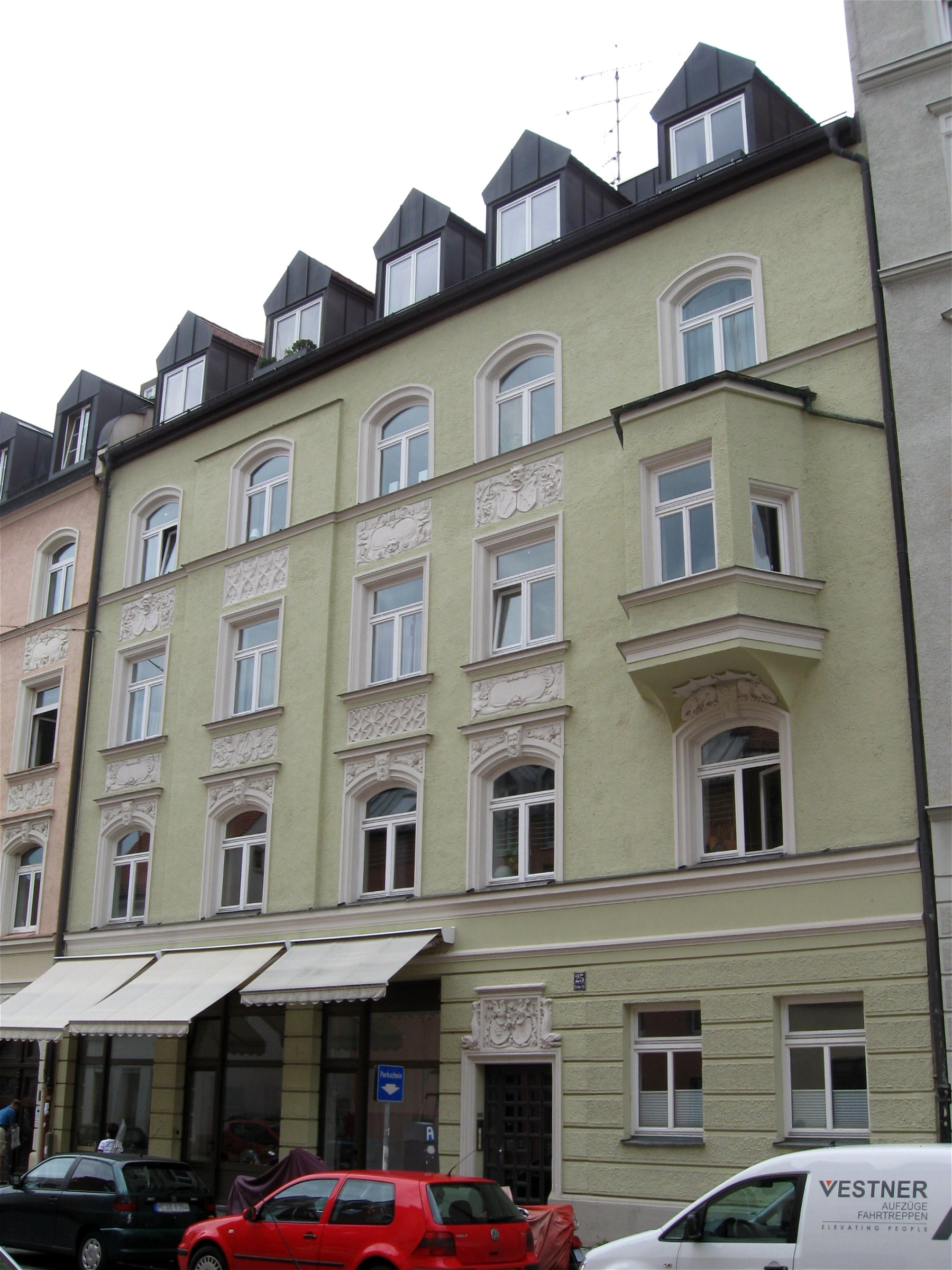
Haus Kirchenstraße 25 in München-Haidhausen

Das Haus Kirchenstraße 25 ist ein denkmalgeschütztes Mietshaus im Münchner Stadtteil Haidhausen.

## Architektur
Das Wohnhaus im Stil der „deutschen Renaissance“ wurde 1898 nach Plänen des Architekten Ludwig Grothe errichtet. Es ist mit einem Erker und reichem Stuckdekor versehen. Mit den Häusern Nr. 21 und 23 bildet es eine Gruppe.